# ブレッドボウル

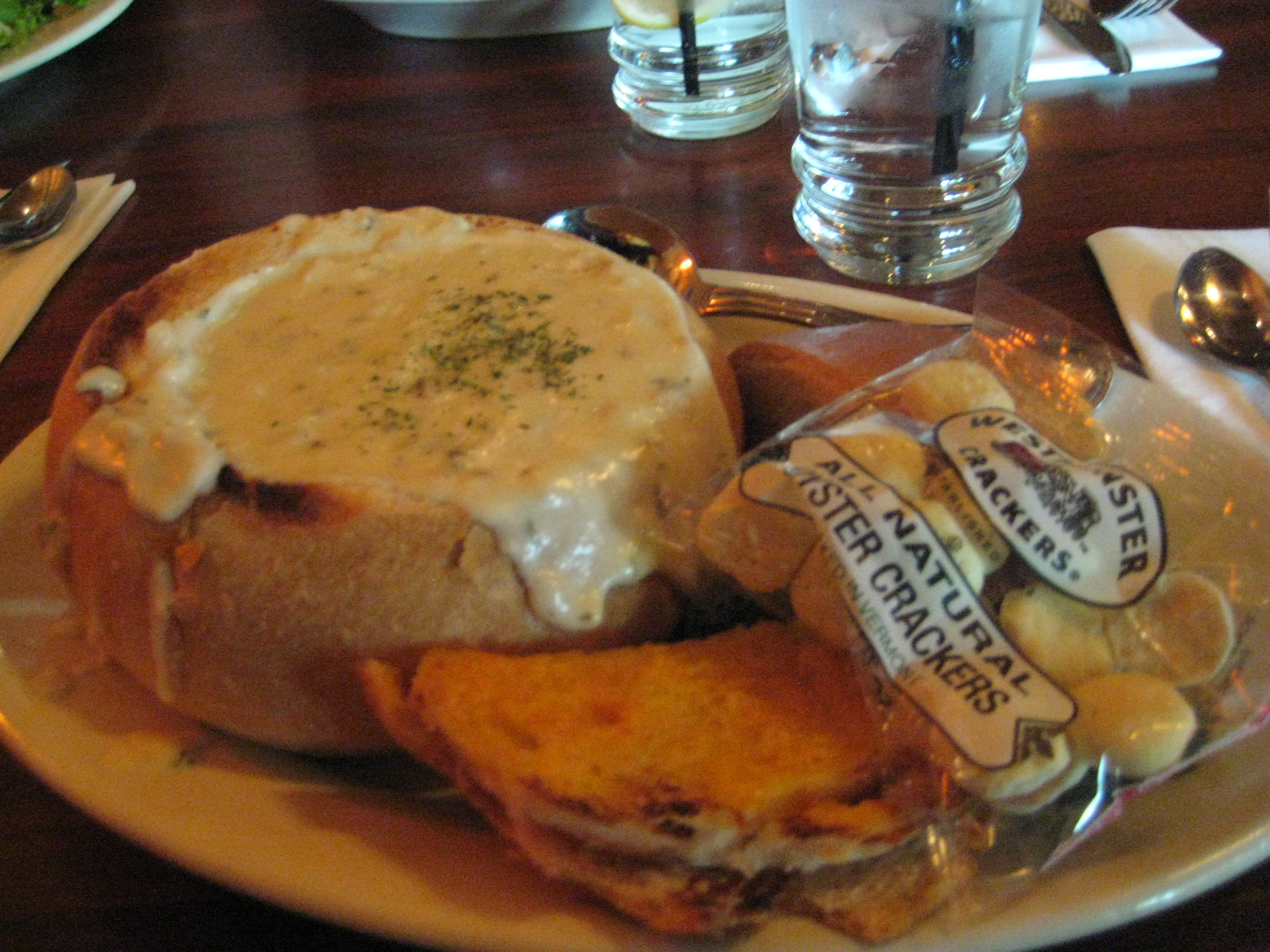
ブラッドボウルで提供されるクラムチャウダー

ブレッドボウル(Bread bowl)は、丸いローフのパンの上部を切り落として、下の部分の中身を大きくくり抜き、食べられるボウルとするものである。通常、ロールパンよりも大きく、フルサイズのローフよりも小さい。くぼみの部分に、チリコンカーンやクラムチャウダー、その他（しばしばチーズやクリームベースの）濃厚なシチューを入れることができる。パンの部分がすぐにふやけてしまうため、濃度の薄いスープはブレッドボウルに入れない。
パンはシチューを吸うことで味が付き、シチューを食べ終わった後に食べることができる。またブレッドボウルにディップを入れ、くり抜いたパンをディップして食べることもある。

## 種類
イギリスでは、チキンティッカマサラを詰めたナンのボウルが市販されている。
乾燥野菜スープから作るホウレンソウのディップは、しばしば丸いプンパーニッケルに入れて提供される。

### 棺材板
台湾小吃の1つ。揚げた食パンをくり抜いて、中にシチューやリゾットを入れた料理。